# Prva sušačka hrvatska gimnazija
Prva sušačka hrvatska gimnazija osnovana je 23. studenog 1627. godine u Rijeci na Grivici kraj katedrale sv. Vida, kada isusovci započinju s gimnazijskim obrazovanjem koje traje neprekidno do današnjeg dana. Svečanu misu prigodom otvorenja vodio je senjsko-modruški biskup Ivan Agatić koji je tom prigodom održao govor na hrvatskom jeziku.
Gimnazijsko obrazovanje trajalo je šest godina, a nastava se, kao i u ostatku Europe izvodila na latinskome jeziku, a za većinu koja nije znala latinski postojao je pripravni tečaj (cursus praeparatoricus). U prosjeku je za vrijeme rada isusovačke gimnazije u svim razredima bilo 150 do 200 đaka. Đaci svakog razreda imali su svoje nazive, počevši od najnižega: parvisti, principisti, gramatici, sintaksisti, poete, retori. Isusovci su učenike poticali na izvanškolski rad. Bila su organizirana natjecanja u znanju, javne rasprave ili dispute, a posebno su đaci sudjelovali u raznim gradskim manifestacijama i priredbama u povodu pojedinih blagdana. Iako je red isusovaca ukinut 1773., gimnazija nastavlja s radom.

## Nastava na hrvatskom jeziku
Školske godine 1848/49. se uz veliko zalaganje Frana Kurelca nastava počinje izvoditi na hrvatskom jeziku jeziku koji s prekidom, u periodu od 1941 - 1943., ostaje u uporabi do danas. Školske godine 1853/54. gimnazija prerasta u punu osmogodišnju školu te pod neposrednom upravom hrvatskih vlasti postaje nacionalno i kulturno žarište kao i najvažniji društveni čimbenik odgoja riječkih Hrvata. 
Godine 1868. Hrvatsko-ugarskom nagodbom Rijeka je pripala Ugarskoj. U gimnaziji u uporabi ostaje hrvatski jezik, pa zbog sveopće mađarizacije počinju pripreme za njegovo ukidanje. Pripreme su počele već 1881., kada je gimnazija preseljena u palaču Adamich – Giacovcich na riječkoj Fiumari. Iako su mađarske vlasti odlučile ukinuti školu, to je spriječio novi predstojnik Vlade za bogoštovlje i nastavu Kraljevine Hrvatske, Slavonije i Dalmacije, Izidor Kršnjavi koji je pronašao novi smještaj školi.

## Preseljenje na Sušak
1896. godine gimnazija seli u novoizgrađenu palaču na Sušaku, gdje djeluje i danas. Zgradu je projektirao arhitektonski biro Ludwig & Hülßner iz Leipziga kojeg su osnovali arhitekti Robert Ludwig i Theodor Hülßner. Biro je bio specijaliziran za projektiranje školskih zgrada. U Hrvatskoj su još u Zagrebu projektirali kompleks Školskog foruma, Rooseveltov trg - Klaićeva - Kršnjavoga (1894.).
Gimnazija tada ima 354 učenika, 20 redovitih, namjenskih i pomoćnih učitelja na čelu s ravnateljem Franjom Kresnikom. Također je prenesena i cjelokupna pokretna imovina, od koje se brojni predmeti čuvaju i danas, te vrlo obiman školski arhiv. 
Gimnaziji su se u povijesti dogodile mnoge promjene, a posljednja velika promjena se je dogodila 1990.-ih, kada gimnazija mijenja ime u Prva sušačka hrvatska gimnazija te počinje provoditi suvremene gimnazijske programe opće, jezične i prirodoslovno - matematičke gimnazije.

## Poznati učenici
Gimnazija je tijekom svoje povijesti podučavala brojne učenike, od kojih su mnogi postali bitni u politici, medicini, umjetnosti... Među njima su i Joseph Lorenz von Liburnau, Fran Kurelac, Andrija Mohorovičić, Ivan Dežman, Eugen Kumičić, Rikard Katalinić Jeretov, Antun, Ivan i Matija Mažuranić, Matko Laginja, dr. Viktor Ružić, Drago Gervais, Andrija Rački, Janko Polić Kamov, Ivan Zajc, Antun Motika, Vladimir Nazor, Ivan Kobler, Ljudevit Jonke, Vladimir Bebić.

## Poznati profesori
Janez Trdina

## Galerija slika
- Unutrašnjost zgrade
- školsko zvono iz 1924. godine

## Vanjske poveznice
- Prva sušačka hrvatska gimnazija u Rijeci